# Стівен Сассон
Стівен Сассон (англ. Steven J. Sasson; нар. 4 липня 1950) — американський інженер-електрик і винахідник першої портативної цифрової камери, яку він розробив у дослідницькій лабораторії Eastman Kodak в Рочестері, штат Нью-Йорк. Стівен Сассон почав працювати на Kodak незабаром після закінчення інженерної школи та звільнився у 2009 році.

## Ранні роки та освіта
Сассон народився в Брукліні, штат Нью-Йорк, у сім'ї Раґнгільд Томін (Ендресен) і Джона Вінсента Сассона. Його мати була норвежкою.
Відвідував Бруклінську середню технічну школу. Закінчив бакалаврат (1972) і магістратуру (1973) Політехнічного інституту Ренсселера за спеціальністю електротехніка.

## Перша портативна цифрова камера
У 1975 році Стівен Сассон, працюючи у компанії Kodak, розробив портативну автономну цифрову камеру Вона важила 3,6 кг і використовувала датчик зображення Fairchild CCD, який мав лише 100 × 100 пікселів (0,01 мегапікселя). Зображення були записані цифровим способом на компакт-касету. Процес записування займав 23 секунди на одне зображення. Камера робила лише чорно-білі знімки. Приступаючи до свого проєкту, він планував створити камеру без механічних рухомих частин, хоча зрештою пристрій мав деякі рухомі частини, такі як стрічковий накопичувач.
У 1977 році компанія Kodak подала заявку на патент на деякий функціонал прототипу камери Сассона. У патенті під назвою «електронний фотоапарат» Сассона та його керівника Гарета Ллойда вказано як співавторів винаходу. Виданий патент описує механізм, який дозволяє швидко («у реальному часі») зчитувати дані з CCD-матриці у тимчасовий буфер оперативної пам'яті, а потім записувати їх в пам'ять запам'ятовуючого пристрою на нижчій швидкості. Більшість сучасних цифрових камер все ще використовують таку схему, яка також була описана в більш ранньому патенті Массачусетського технологічного інституту, де використовувався датчик відикону, а не CCD-матриця.
Прототип не був першим цифровим фотоапаратом, але це був перший портативний цифровий фотоапарат. До більш ранніх прикладів цифрових камер відносяться Multi Spectral Scanner на Landsat 1, який робив цифрові фотографії Йосеміті в 1972 році, камери, що використовувалися для астрономічної фотографії, експериментальні пристрої Майкла Френсіса Томпсета та інші, а також комерційний фотоапарат для любителів під назвою Cromemco Cyclops.

## Життя і кар'єра
Робота Сассона над цифровими камерами почалася в 1975 році із завдання від його керівника в компанії Kodak, Гарета А. Ллойда, спробувати побудувати цифрову камеру за допомогою комерційно доступної CCD-матриці. Винахід камери отримав патент США № 4,131,919.
Сассон звільнився з компанії Kodak у 2009 році та почав працювати консультантом із захисту інтелектуальної власності. У 2018 році він приєднався до Інституту передових відкриттів та інновацій Університету Південної Флориди, де є членом і почесним професором.
17 листопада 2009 року президент США Барак Обама нагородив Сассона Національною медаллю технологій та інновацій на церемонії в Білому домі. Це найвища нагорода, якою влада США нагороджує вчених, інженерів та винахідників. 6 вересня 2012 року Королівське фотографічне товариство нагородило Сассона своєю медаллю прогресу та почесною стипендією «на знак визнання будь-якого винаходу, дослідження, публікації чи іншого внеску, який призвів до важливого прогресу в науковому чи технологічному розвитку фотографії чи зображень у найширшому сенсі». Компанія Leica Camera AG вшанувала Сассона, подарувавши йому одну зі своїх камер на виставці Photokina 2010. Сассон був прийнятий до Національної зали слави винахідників у 2011 році, а пізніше обраний членом Національної академії винахідників у 2018 році.